# فوساتو دی ویکو
فوساتو دی ویکو (به ایتالیایی: Fossato di Vico) یک کومونه در ایتالیا است که در استان پروجا واقع شده‌است.

## خصوصیات
فوساتو دی ویکو ۳۵٫۳۰ کیلومترمربع مساحت و ۲٬۷۴۴ نفر جمعیت دارد و ۵۸۱ متر بالاتر از سطح دریا واقع شده‌است.